# عالم الفن

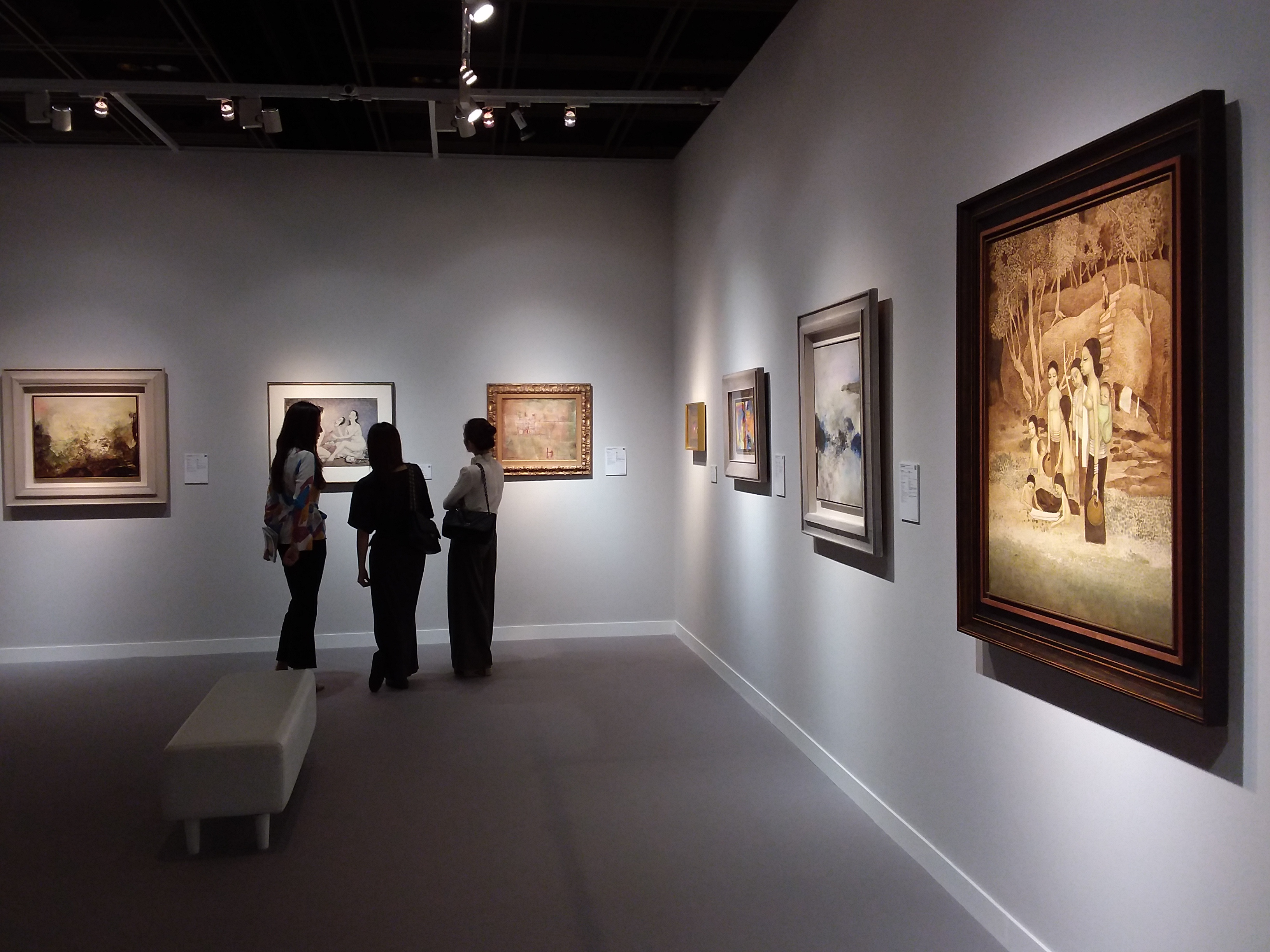

عالم الفن تتكون من جميع الأشخاص المشاركين في الإنتاج، اللجنة، الحفاظ على وتعزيز، انتقادات، وبيع الفن. وصف هوارد بيكر س. كما «مجموعة من الأشخاص ذو نشاط تعاوني نظمت عن طريق معارفهم المشتركة من الوسائل التقليدية لتسيير الأمور، هذا ما  الفنية أن عالم الفن» (بيكر، 1982). ثورنتون سارة يصف ذلك بأنه «شبكة فضفاضة من تداخل الثقافات الفرعية عقدت معا بإيمان بالفن. فهي تغطي أنحاء العالم لكن الكتلة في عواصم الفن مثل نيويورك ولندن ولوس أنجليس وبرلين.»
أن فكرة فريدة عالم الفن إشكالية، منذ بيكر  وآخرين قد أظهرت، عوالم الفن مولتيبليسيتيس، فهي متناثرة على الصعيد العالمي، دائماً في حالة تغير مستمر، وتعمل عادة بشكل مستقل عن بعضها البعض: هناك فعلا لا مركز لعالم الفن أي أكثر. في تحليلها «عالم الفن الصافي» (إشارة إلى الفن مستعينة بالشبكة أو صافي الفن ألكسندر إيمي الدول «net.art قد تحرك، على الأقل كان التماسك، ورغم أنها تهدف إلى تخريب عالم الفن، في نهاية المطاف تشكيل الفرز الخاصة بها من عالم الفن حوله. أنه وضع الثقافة، الضجيج والغموض من خلال القوائم والنصوص؛ وكان مركزا، والمطلعين، الغرباء، حتى العقد. وهذا بالطبع ليس فشلاً؛ وهذا أمر لا مفر منه: مجموعات النموذج؛ الفوضى بل مؤسسة».
يمكن أن توجد عوالم الفن على الصعيدين المحلي والإقليمي، كثقافات فرعية مخفية أو الخافية، عبر أسواق الفن الابتدائية والثانوية، من خلال معرض الدارات، حول تصميم الحركات، والخبرات المشتركة أكثر اسوتيريكالي أو متصورة.
عالم الفن المعولم، ويشمل كل واحد موجود---ولكن وهو يفعل ذلك كأسطورة؛ أكثر دقة، هناك مولتيبليسيتيس عوالم الفن المتقاطعة، ومتداخلة، والذاتي مماثلة، كل الإعراب عن وجهات نظر مختلفة من العالم كما تراها.
مجلة نيو يورك الفن الناقد سالتز جيري قد يشار إلى ويليام بوداوتاونسند اليشم الرسم «الفن بازل ميامي بيتش هوفرفيل» «عظيم كبير عالم الفن ستينكبومب.»

## الموسيقى
فريث سيمون يصف ثلاثة عوالم الفن الحالي في صناعة الموسيقى: فن الموسيقى في العالم، والعالم الموسيقى الفولكلوريه، والموسيقى التجارية في العالم. تيموثي تايلور (2004) يربط هذه العوالم مع ثلاثة أنواع الموسيقى الشعبية: موسيقى الروك، الراب والبوب، على التوالي.